# Per Bäckman
Per Ole Bäckman (født: 22. juli 1950) er Danmarks ishockeylandsholds tidligere træner.
Tidligere var han en svensk professional ishockeyspiller.
Bäckman har før været træner for Färjestads BK, da klubben vandt det svenske mesterskab i 1987 og 1997.
Han har også vundet med AIK 1984. 
Derefter var han træner i Modo, Malmö IF, Västerås IK och Frölunda HC. Han førde Modo til to SM-sølv. Han har også trænet Oskarshamns IK, Väsby IK og EV Zug i Schweiz. 
| Årstal      | Begivenhed                                                                  |
| ----------- | --------------------------------------------------------------------------- |
| 1972 - 1978 | Spillede han for Färjestad.                                                 |
| 1997        | Træner for Färjestads BK, da de vandt det Svenske Mesterskab 1997.          |
| 2006 - 2007 | Cheftræner for Frölunda HC, før han blev fyret og erstattet af Roger Melin. |
| 2008 - 2013 | Cheftræner for Danmarks ishockeylandshold.                                  |